# Osłonino
Osłonino (kaszb. Òsłónino, niem. Oslanin, dawniej Oslonino) – wieś w Polsce położona w województwie pomorskim, w powiecie puckim, w gminie Puck, nad Zatoką Pucką, u ujścia rzeki Gizdepki, na Kaszubach. Miejscowość z przystanią morską dla rybaków (pas plaży).  

## Historia
Wieś powstała w 1355 roku. Należała do dóbr rzucewskich i rzucewsko-wejherowskiej. Wieś klasztoru kartuzów w Kartuzach w powiecie puckim województwa pomorskiego w II połowie XVI wieku. 
Podczas zaboru pruskiego wieś nosiła nazwę niemiecką Oslanin. Podczas okupacji niemieckiej nazwa Oslanin w 1942 została przez nazistowskich propagandystów niemieckich (w ramach szerokiej akcji odkaszubiania i odpolszczania nazw niemieckiego lebensraumu) zweryfikowana jako zbyt kaszubska i przemianowana na nowo wymyśloną i bardziej niemiecką – Truchsassen.
W latach 1975–1998 miejscowość administracyjnie należała do województwa gdańskiego.
Na terenie wsi wykryto bardzo starą osadę garncarzy, której istnienie potwierdzają wydobyte z ziemi wyroby rzemieślnicze oraz wczesne groby skrzynkowe. W okolicach Osłonina znajduje się rezerwat przyrody Beka, w którym można spotkać wiele unikatowych ptaków na skalę europejską i światową, a także wznoszący się na wysokość 16 m Klif Osłoniński. We wsi znajduje się niewielkie molo spacerowe.

## Urodzeni w Osłoninie
W Osłoninie w roku 1898 urodził się pisarz kaszubski Jan Bilot. W miejscowości tej na świat przyszedł także w 1935 Hilmar Kopper prezes zarządu Deutsche Bank w latach 1989–1997.